# Mother (canción de Era)
«Mother» es el segundo sencillo de Era extraído del álbum Era.. La canción es cantada por Florence Dedam.
La carátula del sencillo muestra el medallón con forma de cruz usado en el video de la canción, que también se usó en el video de Ameno.
Curiosamente la versión del video es una mezcla de la versión original (en la intro) y el resto es la canción en versión remix, esta versión no aparece en ninguna edición del sencillo.

## Listado
- CD sencillo

1. Remix Radio — 4:09
2. Original version — 5:09

- CD sencillo (2a. versión)

1. Remix Radio — 4:09
2. Ameno (remix) — 3:42

- CD maxi sencillo

1. Remix Radio — 4:09
2. Original version — 5:09
3. Remix Radio Longue Version — 5:32

- Datos: Q6024691